# Abdellah Boussouf
Abdellah Boussouf est un historien marocain né le 15 mars 1962 à Nador au Nord-Est du Maroc. En 2007, il a été nommé secrétaire général du Conseil de la communauté marocaine à l'étranger par le roi Mohammed VI.

## Parcours
Abdellah Boussouf a soutenu en 1987 à l'Université de Strasbourg II un mémoire en histoire sur les relations dans le bassin méditerranéen au XIIIe siècle. Un mémoire de DEA intitulé "Ceuta au XIIIe siècle".
En 1993, il était président de l’association de la mosquée de l’impasse de Mai de Strasbourg. On lui doit la construction de la Grande mosquée de Strasbourg. Il s’agit du premier lieu conçu dès l’origine pour le culte musulman à Strasbourg. Boussouf a fait voter le projet au parlement européen en novembre 1996.
En 2002, il a été élu vice-président du Conseil français du culte musulman (CFCM).
En 2006, il est parti pour la Belgique, à l’institut d’études islamiques de Bruxelles. Il a également occupé le poste de directeur du Centre Euro-islamique pour la culture et le dialogue, basé à Charleroi (Belgique).
En 2007, il a été nommé par le roi du Maroc secrétaire général du Conseil de la communauté marocaine à l’étranger (CCME).

## Sources
1. ↑  Mémoire mentionné sur le site de la bibliothèque de l'Université de Strasbourg; un éventuel doctorat n'est mentionné nulle part